# Городище (Колодезька сільська рада)
Городище (біл. вёска Гарадзішча) — село в складі Червенського району Мінської області, Білорусь. Село підпорядковане Колодезькій сільській раді, розташоване в центральній частині області.